# Sienna Hearn
Pour les articles homonymes, voir Hearn.
Sienna Green est une joueuse australienne de water-polo née le 16 juillet 2002 à Sydney, en Nouvelle-Galles du Sud. Elle a remporté avec l'équipe d'Australie la médaille d'argent du tournoi féminin aux Jeux olympiques d'été de 2024, organisés à Paris.